# Arseniusz Nowogrodzki
Arseniusz Nowogrodzki, imię świeckie: Ambroży (zm. 12 lipca 1570) – święty mnich prawosławny. 
Urodził się w głęboko religijnej rodzinie prawosławnej w Rżewie. W młodości pracował jako rzemieślnik pracujący w skórze. Zgodnie z wolą rodziców, Grzegorza i Pelagii, ożenił się, jednak już po pięciu miesiącach porzucił żonę i przeniósł się do Nowogrodu Wielkiego. Tam w 1556 złożył wieczyste śluby zakonne z imieniem Arseniusz. Następnie opuścił monaster, w którym dotąd zamieszkiwał, i założył nowy klasztor pod wezwaniem Narodzenia Matki Bożej, położony nad rzeką Wołchow. Mnich prowadził niezwykle ascetyczny tryb życia: ubierał się w łachmany i zakuwał w łańcuchy, większość czasu poświęcał na modlitwie. 
W ostatnich latach życia jeszcze zaostrzył stosowaną ascezę, zostając zatwornikiem. W 1570, w czasie zniszczenia Nowogrodu przez Iwana Groźnego, mnich Arseniusz miał ostrzec cara przed konsekwencjami swojego postępowania i skłonić go do zaprzestania masakry mieszkańców miasta. W tym samym roku zmarł. Został pochowany w założonym przez siebie monasterze, lecz w 1785 jego relikwie przeniesiony do klasztoru św. Cyryla w Nowogrodzie. W tym samym roku mnich został kanonizowany.